# Ficus (chi ốc biển)
Ficus là một chi ốc biển cỡ lớn, là động vật thân mềm chân bụng sống ở biển trong họ Ficidae.
Đây là chi điển hình trong họ Ficidae.

## Các loài
Các loài thuộc chi Ficus bao gồm:
- Ficus eospila (Péron & Lesueur, 1807)
- Ficus ficus Linnaeus, C., 1758[4]
- Ficus filosa (G. B. Sowerby III, 1892)[5]
- Ficus gracilis (Sowerby, G.B. I, 1825)
- † Ficus holmesii Conrad, 1867[6]
- Ficus investigatoris (Smith, E. A., 1906)[7]
- Ficus lindae Petuch, 1988[8]
- Ficus papyratia (Say, 1822)[9]
- Ficus pellucida Deshayes, 1856[10]
- Ficus variegata Röding, 1798[11]
- Ficus ventricosa (Sowerby, G. B. (I), 1825)[12]

Các loài được đưa vào đồng nghĩa
- Ficus atlanticus Clench & Aguayo, 1940: đồng nghĩa của Ficus pellucida Deshayes, 1856
- Ficus carolae Clench, 1945: đồng nghĩa của Ficus papyratia carolae Clench, 1945
- Ficus communis Röding, 1798[13]: đồng nghĩa của Ficus ficus (Linnaeus, 1758)
- Ficus ficoides (Lamarck, 1822): đồng nghĩa của Ficus ficus (Linnaeus, 1758)
- Ficus filosus (G. B. Sowerby III, 1892): đồng nghĩa của Ficus filosa (G. B. Sowerby III, 1892)
- Ficus howelli Clench & Aguayo, 1940: đồng nghĩa của Ficus pellucida Deshayes, 1856
- Ficus lindae Petuch, 1988: đồng nghĩa của Ficus papyratia lindae Petuch, 1988
- Ficus margaretae Iredale, 1931: đồng nghĩa của Ficus ficus (Linnaeus, 1758)
- Ficus pellucidus Deshayes, 1856 accepted as Ficus pellucida Deshayes, 1856
- Ficus subintermedius (d'Orbigny, 1852): đồng nghĩa của Ficus ficus (Linnaeus, 1758)
- Ficus tessellatus (Kobelt, 1881): đồng nghĩa của Ficus eospila (Péron & Lesueur, 1807)
- Ficus variegatus Röding, 1798: đồng nghĩa của Ficus variegata Röding, 1798
- Ficus ventricosus (G. B. Sowerby I, 1825): đồng nghĩa của Ficus ventricosa (G. B. Sowerby I, 1825)
- Ficus villai Petuch, 1998[14]: đồng nghĩa của Ficus papyratia villai Petuch, 1998